# Sport-Club Tasmania von 1900 Berlin
L'Sport-Club Tasmania von 1900 Berlin fou un club de futbol alemany de la ciutat de Berlín, al districte de Neukölln.

## Història
El club va ser fundat com a Rixdorfer TuFC Tasmania1900 el 2 de juny de 1900 per immigrants australians. L'any 1973 es va dissoldre. Evolució del nom:
- 1900: Rixdorfer TuFC Tasmania 1900
- 1912: Neuköllner SC Tasmania
- 1946: SG Neukölln-Mitte
- 1949: SC Tasmania 1900 Berlin